# Гребельник Олександр Петрович

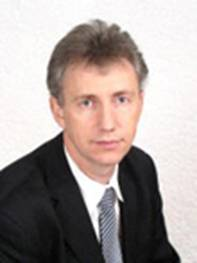
Гребельник Олександр Петрович

Олекса́ндр Петро́вич Гребе́льник (23 травня 1961) — український вчений-економіст. Доктор економічних наук, професор. Академік АН ВШ України з 2009 р.

## Життєпис
Народився в с. Слобода Кагарлицького району, Київської області.
У 1983 р. закінчив економічний факультет Київського державного університету ім. Т. Г. Шевченка.
У 1983—1987 рр. — асистент кафедри політичної економії Кіровоградського інституту сільськогосподарського машинобудування.

## Наукова діяльність
У 1987—1988 рр. — стажист-дослідник кафедри політекономії економічного факультету Київського державного університету ім. Т. Г. Шевченка.
У 1988—1991 рр. — аспірант кафедри політекономії економічного факультету Київського державного університету ім. Т. Г. Шевченка.
У 1991—1992 рр. — старший викладач кафедри політекономії Кіровоградського інституту сільськогосподарського машинобудування. У 1992—1993 рр. — старший викладач кафедри економічної торгівлі Київського торгово-економічного інституту.
У 1993—1997 рр. — старший викладач кафедри зовнішньоекономічної діяльності підприємства Київського державного торговельно-економічного університету.
У 1997—1999 рр. — доцент цієї кафедри.
У 1998—2001 рр. — докторант кафедри світового господарства і міжнародних економічних відносин інституту міжнародних відносин Київського національного університету ім. Т. Шевченка.
У 2001—2003 рр. — доцент кафедри менеджменту зовнішньоекономічної діяльності Київського національного торговельно-економічного університету.
У 2003 р. захистив докторську дисертацію.
З 2003 р. професор кафедри менеджменту зовнішньоекономічної діяльності Київського національного торговельно-економічного університету.

## Державно-службова діяльність
У 2008 — 2010 рр. — перший заступник міністра освіти і науки України.
Професор кафедри міжнародної економіки і світового господарства Інституту міжнародних відносин КНУ ім. Т. Шевченка.
Завідувач кафедри Українсько-американського гуманітарного інституту «Вісконсінський міжнародний університет (США) в Україні».

## Наукові напрямки
Основні наукові інтереси: система регулювання міжнародних економічних відносин, митне регулювання зовнішньоекономічної діяльності.

## Наукові праці
Автор 120 наукових робіт. Підготував 3-х кандидатів наук.

## Науково-редакційна діяльність
Член редколегії журналу «Вісник Академії митної служби України», член спеціалізованої ради з захисту кандидатських і докторських дисертацій зі спеціальності «Світове господарство та міжнародні економічні відносини».

## Відзнаки та нагороди
- Доктор економічних наук
- Заслужений діяч науки і техніки України (2016).[1]